# María Ángela Nieto Toledano
María Ángela Nieto Toledano (Madrid, 1 de març de 1960), també coneguda com a Ángela Nieto, és una bioquímica i biòloga molecular espanyola. Desenvolupa la seva tasca a l'Institut de Neurociències d'Alacant —centre mixt del Consell Superior d'Investigacions Científiques (CSIC) i la Universitat Miguel Hernández d'Elx (UMH).

## Trajectòria professional
Es va doctorar per la Universitat Autònoma de Madrid el 1987 pel seu treball en interaccions proteïnes–àcids nucleics. Al 1988, es va traslladar al Instituto de Investigaciones Biomédicas Alberto Sols de Madrid per estudiar mort cel·lular programada. Al 1989, es va unir al National Institute for Medical Research (NIMR) a Londres per treballar amb David Wilkinson en l'aïllament de gens implicats en el desenvolupament del sistema nerviós. El 1993 va obtenir un càrrec de científica titular (CSIC) a l'Institut Cajal de Madrid, i des de llavors dirigeix un grup interessat en els moviments cel·lulars durant el desenvolupament embrionari i les patologies d'adult. Van caracteritzar la família Snail de factors de transcripció, mostrant el seu paper crucial en la inducció de la transició epiteli-mesènquima (EMT) en embrions (1992-1994; i.i. Science 1994). Aquest treball ja suggeria que la reactivació de Snail podria estar implicada en la delaminació de cèl·lules canceroses del tumor primari. El 2000, amb Amparo Cano, va mostrar que Snail és un potent repressor de la I-cadherina, conferint propietats migratòries i activant-se en el front d'invasió tumoral (Nat Cell Biol., 2000). Aquest estudi va contribuir a l'inici del camp Snail-EMT-càncer identificat per ISI com «Emerging Research Front» a Molecular Medicine.
El 2000 va ser promocionada a Investigadora Científica, Directora del departament de Neurobiologia del Desenvolupament i escollida membre d'EMBO. El seu grup va trobar després que Snail regula el cicle cel·lular i confereix resistència a la mort, afavorint la migració enfront de la divisió cel·lular i conferint avantatge a les cèl·lules embrionàries i tumorals per aconseguir territoris distants i formar teixits o metàstasis, respectivament (Gens & Dev, 2004). Fou promocionada a Professora de Recerca el 2004 i aquest any es va traslladar amb el seu grup a Alacant, a l'Institut de Neurociències (CSIC-UMH). Allí han trobat que la reactivació de Snail en el ronyó adult és suficient i necessària per induir fibrosis i fallada renal, i que el seu bloqueig pot revertir la fibrosi induïda en diversos models animals (EMBO J., 2006; Nature Medicine, 2015). Snail té també un paper prominent en el desenvolupament i l'homeòstasi dels ossos, i la seua expressió desregulada dona lloc a acondroplàsia (la forma més comuna de nanisme en humans, Dev. Cell, 2007) i a una mineralització deficient en adults (osteomalàcia, EMBO J., 2009). Tornant als processos fonamentals del desenvolupament embrionari, han mostrat que la repressió mútua entre Snail i un altre factor de transcripció (Sox3) defineix els territoris embrionaris assegurant la formació del sistema nerviós (Dev. Cell, 2011), i pel que fa a la progressió del càncer, han mostrat que l'EMT és un procés dinàmic i reversible, necessari per a la disseminació de cèl·lules tumorals, però que ha de reprimir-se per a la formació de metàstasi (Càncer Cell, 2012), canviant el concepte per al disseny de teràpies anti-metastàsiques (Science, 2013). L'EMT va ser acceptada des de l'inici pels biòlegs del desenvolupament, però no tant pels oncòlegs. No obstant això, ara s'ha convertit en un dels principals temes de recerca en càncer (discutit en Nieto, Ann. Rev. Cell Dev. Biol., 2011; Nieto et al, Cell, 2016, en premsa), i constitueix l'eix central i la major contribució de la seua investigació.
Actualment compagina el seu càrrec de Directora de la Unitat de Neurobiología del Desenvolupament de l'Institut de Neurociencias, CSIC-UMH d'Alacant, amb altres tasces dintre de institucions, tant públiques com privades, entre les quals:
- Presidenta de la Societat Espanyola de Biologia del Desenvolupament (SEBD).
- Delegada Científica per Espanya en el European Molecular Biology Laboratory (EMBL) and the European Molecular Biology Conference (EMBC). Vicepresidenta de l'EMBL
- Membre de la Junta Directiva de la Societat Internacional de Diferenciació
- Membre del European Molecular Biology Organization (EMBO)
- Membre de l'Acadèmia Europea (Acadèmia Europaea)
- Membre del CONCYTEC. Comitè Permanent de Ciència i Tecnologia de la Generalitat Valenciana.
- Membre de l'Alt Consell Consultiu de la Generalitat Valenciana.
- Membre del Comitè Científic de L'Institute de Genomique Fonctionelle (IGFL). Lió. França
- Membre del Comitè Científic del CNIO (Centre Nacional de Recerques Oncològiques)
- Membre del Comitè Científic del CRG (Center for Genomic Regulation), Barcelona
- Membre del Comitè Científic de l'Hospital Ramón y Cajal, Madrid.[cal citació]
- Membre de la Reial Acadèmia de Ciències Exactes, Físiques i Naturals d'Espanya.[3]

## Premis i reconeixements
- 2004: Premi de la Fundación Carmen y Severo Ochoa[2]
- 2005: Premi Francisco Cobos a la Investigación Biomédica[2]
- 2006: Premi Alberto Sols a la Millor Labor Investigadora[2]
- 2008: Conferència L'Oréal-UNESCO Congrés SEBBM[2]
- 2009: Premi Rei Jaume I en Investigació Bàsica[5]
- 2015: Distinció de la Generalitat Valenciana al Mèrit Científic als Premis 9 d'Octubre[6][7]
- 2015: Distinció al mèrit científic als Premis 9 d'Octubre (Generalitat Valenciana)
- 2016: Premi a la Investigació Bàsica en Nefrologia; Fundació Renal IAT
- 2017: Premi Rotary Club Alacant
- 2017: Premi Mèxic 2017 de Ciència i Tecnologia atorgat pel Govern de Mèxic, a investigadors que hagin contribuït de manera significativa al coneixement científic universal, distingint-se per l'impacte internacional de les seves aportacions, a més de consolidar una línia de recerca en la formació de recursos humans en els camps de la ciència i la tecnologia. Busca també estimular l'enllaç entre la comunitat científica de Mèxic i el Carib, Espanya, Portugal, Centre i Amèrica del Sud.
- 2018: Premi de la Fundació Lilly a la Investigació Biomèdica Preclínica.
- 2018: Premi a la Investigació del Càncer 2018, atorgat per l'Associació Espanyola de Recerca sobre el Càncer.
- 2018: Premi Alberto Sols al millor treball científic 2016-2017
- 2019: Premi IMPORTANTES del diari Información.
- 2019: Premi Nacional de Recerca 'Santiago Ramón y Cajal' de Biologia, que li ha estat concedit per l'estudi de la transició epiteli-mesènquima, procés biològic fonamental en la comprensió de l'origen del càncer i les malalties degeneratives de l'envelliment.
- 2021: Premi Internacional L'Oréal-UNESCO a Dones en Ciència, en representació d'Europa, pels seus descobriments fonamentals sobre la manera com les cèl·lules canvien d'identitat en el curs del desenvolupament embrionari, que han obert el camí per al desenvolupament d'enfocaments terapèutics nous en el marc del tractament del càncer i la seva propagació a altres.[8]
- 2022: I Premi Santiago Grisolia.[9][3]

## Publicacions
Al llarg de la seua carrera investigadora ha realitzat diverses publicacions, des de treball original a revisions, al temps que ha fet publicacions en revistes especialitzades i contribucions en obres col·lectives, entre les quals es pot destacar:
- Cano, A., Pérez, M. A., Rodrigo, I., Locascio, A., Blanco, M. J., Del Barrio, M. G., Portillo, F. and Nieto, M. A. (2000). «The transcription factor Snail controls epithelial-mesenchymal transitions by repressing E-cadherin expression». Nature Cell Biol. 2, 76-83.

- Nieto, M. A. (2002).« The Snail superfamily of zinc finger transcription factors». Nature Rev. Mol. Cell Biol. 3, 155-166.

- Vega, S., Morales, A.V., Ocaña, O., Valdés, F., Fabregat, I. and Nieto, M.A. (2004). «Snail blocks the cell cycle and confers resistance to cell death». Genes Dev. 118, 1131-1143.

- De Fruits, C.A., Dacquin, R., Vega, S., Jurdic, P., Matxuca-Gayet, I. and Nieto, M.A. (2009). «Snail1 controls bone mass by regulating Runx2 and VDR expression during osteoblast differentiation». EMBO J. 28, 686-696.

- Acloque, H., Ocaña, O.H., Matheu, A., Rizzoti, K., Wise,C., Lovell-Badge, R. and Nieto, M.A. (2011). «Reciprocal repression between Sox3 and Snail transcription factors defines embryonic territories at gastrulation». Dev. Cell 21, 546-558.

- Grande, M.T., Lopez-Blau, C., Sanchez-Laorden B.L., De Frutos, C.A., Boutet, A., Arévalo, M., Rowe, G., Weiss, S. J., Lopez-Nova, J.M. and Nieto, M.A. (2015). «Snail1-induces partial epithelial-to-mesenchymal transition drives renal fibrosis in mice and can be targeted to reverse established disease». Nature Med. 21, 989-997.